# Prionus lecontei
Prionus lecontei là một loài bọ cánh cứng trong họ Cerambycidae.